# Arrium
Arrium was een geïntegreerd staalbedrijf uit Australië. Het werd in 2017 overgenomen door de GFG Alliance-groep en opgedeeld.

## Activiteiten
Arriums belangrijkste activiteiten waren de mijnbouw van ijzererts, de verwerking ervan tot staal, de productie van staalproducten en de distributie daarvan.
Arrium had een grote staalfabriek in Whyalla in het zuiden van Australië, met een ruwstaalcapaciteit van circa 2 miljoen ton op jaarbasis. De fabriek was verbonden met Port Augusta en de rest van Australië via de Whyalla-lijn.

## Geschiedenis
OneSteel werd in 2000 afgesplitst van Broken Hill Proprietary (BHP) en omvatte diens langstaalactiviteiten. In 2003 werd ook de vlakstaalafdeling van het toen al tot BHP Billiton gefuseerde BHP afgesplitst in BlueScope Steel. OneSteel noteert sinds 2000 op de Australische ASX-beurs.
Op 2 juli 2012 werd de bedrijfsnaam gewijzigd van OneSteel naar Arrium. Het bedrijf nam die stap omdat andere activiteiten dan staalproductie — voornamelijk mijnbouw — zodanig belangrijk waren geworden dat de name OneSteel de lading niet langer dekte. Als Arrium wil het ook gemakkelijker buitenlandse investeerders kunnen aantrekken. De naam OneSteel bleef daarbij behouden als merknaam voor de staalproductie.
In 2016 ging Arrium failliet door de gekelderde ijzererts- en staalprijzen en zijn hoge schuldgraad. In 2017 werd het bedrijf overgenomen door de Britse industriegroep GFG Alliance. Vervolgens werd het gereorganiseerd. De mijnbouw- en staalactiviteiten werden ondergebracht in Primary Steel and Mining en InfraBuild. De Staalfabrieken van Whyalla kwamen bij die eerste terecht.